# Colin Lawrence
Colin Lawrence (Londen, 7 september 1970) is een Brits acteur. Hij groeide op in Vancouver, Canada.

## Carrière
Lawrence begon in 1995 met acteren in de film She Stood Alone: The Tailhook Scandal, waarna hij in nog meer dan 100 films en televisieseries speelde. Zo speelde hij in onder andere The Sentinel (1996-1997), Stargate SG-1 (1997-2002), Dreamcatcher (2003), The L Word (2004-2006), Blade: The Series (2006), Battlestar Galactica (2006-2009), The Killing (2011-2012) en The 100 (2014).

## Filmografie

### Films
Selectie:
- 2017 Fifty Shades Darker - als klant in penthouse restaurant
- 2013 12 Rounds 2: Reloaded - als Jay
- 2009 Case 39 - als politie brigadier
- 2009 Driven to Kill - als politieagent
- 2009 Watchmen - als politieagent Kirkpatrick
- 2005 Chasing Christmas - als aanwezige stageloper
- 2005 Fantastic Four - als politieagent New York
- 2003 X2 - als soldaat van Stryker
- 2003 Dreamcatcher - als Edwards
- 2000 The 6th Day - als beveiliger

### Televisieseries
Selectie:
- 2019-2023 Virgin River - als John 'Preacher' Middleton - 54 afl.
- 2017-2019 Riverdale - als coach Clayton - 6 afl.
- 2018-2019 The Good Doctor - als Clifton - 2 afl.
- 2018 The Bletchley Circle: San Francisco - als Marcus Bearden - 5 afl.
- 2018 Colony - als Sentry - 3 afl.
- 2017 Somewhere Between - als Barnes - 3 afl.
- 2017 Rogue - als ?? - 4 afl.
- 2016 Shut Eye - als Denny - 2 afl.
- 2016 Dead of Summer - als vader van Joel
- 2015-2016 Impastor - als Damien Westbrook - 5 afl.
- 2016 iZombie - als Janko - 6 afl.
- 2014 The 100 - als Rivo - 2 afl.
- 2011-2012 The Killing - als Benjamin Abani - 12 afl.
- 2011 Endgame - als rechercheur Jason Evans - 6 afl.
- 2006-2009 Battlestar Galactica - als luitenant Hamish 'Skulls' McCall - 13 afl.
- 2006 Blade: The Series - als jonge Robert Brooks - 2 afl.
- 2004-2006 The L Word - als David Waters - 4 afl.
- 2003 Jeremiah - als teamleider - 2 afl.
- 1997-2002 Stargate SG-1 - als Warren - 5 afl.
- 1996-1997 The Sentinel - als Ray - 2 afl.